# Bucephalus heterotentaculatus
Bucephalus heterotentaculatus är en plattmaskart. Bucephalus heterotentaculatus ingår i släktet Bucephalus och familjen Bucephalidae. Inga underarter finns listade i Catalogue of Life.